# Zosteria sydneensis
Zosteria sydneensis är en tvåvingeart som först beskrevs av Pierre Justin Marie Macquart 1838.
Zosteria sydneensis ingår i släktet Zosteria och familjen rovflugor. Inga underarter finns listade i Catalogue of Life.